# Ultimate X-Men
Ultimate X-Men ist eine seit 2001 erscheinende Marvel-Comics-Serie, die sich um die X-Men dreht. Die Serie spielt nicht im gewöhnlichen Marvel Comics-Universum, das seit 1961 existiert, sondern in einem eigenen "Ultimate Marvel"-Universum, in dem alle Charaktere von null auf neu interpretiert wurden. Weil man ohne Vorwissen in die Serie einsteigen konnte, sollten so neue Fans angelockt werden. Hauptunterschied zwischen den Ultimate X-Men und ihren "alten" Pendants sind die auf das 21. Jahrhundert angepassten, realistischer wirkenden Plots. Wie bei den Ur-Interpretation der X-Men müssen sich die "Ultimate X-Men"-Mutanten ebenfalls mit Rassismus, Terror und Superschurken auseinandersetzen.

## Geschichte

### Mark Millar
Anfang des 21. Jahrhunderts waren Marvel Comics-Filme wie X-Men (2000) und Spider-Man (2002) riesige Erfolge und lockten viele neue Fans an. Marvel Comics-Direktor Joe Quesada beschloss daraufhin, neben dem seit 1961 existierenden Marvel-Universum ("Earth-616" genannt) ein neues Universum zu erschaffen. In dieser "Ultimate Marvel" genannten Kontinuität wurden alle Figuren neu interpretiert und ihre Vorgeschichte z. T. ans 21. Jahrhundert angepasst, so dass die neuen Leser sofort ohne Vorwissen einsteigen konnten.
Für die "Ultimate X-Men" verpflichtete Quesada den schottischen Autor Mark Millar, der mit Independent-Werken wie The Authority und dem 2008 verfilmten Wanted bekannt geworden war. Millar erfand das X-Men-Team neu und führte als Gründungsmitglieder den querschnittgelähmten Professor X als Leiter des X-Men Teams um Cyclops, Jean Grey, Storm, Wolverine, Beast, Iceman und Colossus. Später kamen Nightcrawler und Shadowcat hinzu. Erzfeind der X-Men war wie im Film X-Men die "Bruderschaft"-Mutanten-Terrorzelle um den Superschurken Magneto.
Millar legte großen Wert auf actionbetonte, kontroverse Storylines, in denen die X-Men oft in moralische Grauzonen hineingerieten und stark von der Mainstream-Version abwichen. Er nutzte die Gelegenheit, um die Figuren z. T. kräftig zu überholen. In seiner Neuinterpretation ist Wolverine ein skrupelloser Killer, der erst spät ein Held wird, Storm eine harte Rockerbraut aus Harlem anstelle einer Wettergöttin, Jean Grey wesentlich selbstbewusster, und Colossus schließlich homosexuell. Magneto und seine Bruderschaft enthalten viele Anspielungen auf aktuelle Terrorgruppen wie die IRA (Millar ist Brite) sowie Al-Qaida.

### Bendis und Vaughan
Nachdem Millar in Ausgabe 40 ausstieg, wurde er zunächst von Brian Michael Bendis vom Brudertitel "Ultimate Spider-Man" gefolgt. Bendis, dessen Storys viel psychologischer als die des actionlastigen und zynischen Millar sind, brachte ruhigere Handlungen, in denen die Charaktere vertieft wurden. In seine Zeit fallen die Einführungen von Figuren wie Rogue, Angel sowie Dazzler. Bendis erfand aber ebenfalls diverse Dinge neu, so dass Dazzler anstelle einer 1970er-Discosängerin eine Riot-Grrrl-Punksängerin ist.
Nachdem Bendis in Ausgabe 45 abtrat, wurde er von Brian K. Vaughan (Y: The Last Man) nachgefolgt. Der für seine Popkultur-lastigen Plots bekannte Vaughan führte viele neue Charaktere wie Gambit, Apocalypse, Northstar, Mr. Sinister, Spiral, Arcade oder Mojo ein, deren z. T. recht wenig zeitgemäßen Ursprungsgeschichten (z. B. ist Gambit in Earth-616 ein Räuberprinz, in Ultimate Marvel nur ein Tagedieb; Mojo wurde von einem Alien zu einem Geschäftsmann; Arcade von einem wahnsinnigen Wissenschaftler zu einem Söldner) modernisiert wurden. Für seine oft kreativen Neuinterpretationen erhielt Vaughan hohes Kritikerlob.

### Robert Kirkman
Gegenwärtiger Autor ist Robert Kirkman. Unter ihm vollzog sich ein merklicher Umschwung: waren die Geschichten bisher frei von Aliens, Zeitreisen, Dimensionsportalen und ähnlichen Elementen der "High Science Fiction", so wurden diese Elemente unter ihm alle eingeführt. Die Kritik ist derzeit geteilter Meinung.